# Kendall Rocks
Die Kendall Rocks sind eine Gruppe säulenartiger Klippen im Palmer-Archipel westlich der Antarktischen Halbinsel. Sie liegen 5 km nördlich von Tower Island.
Der britische Marineoffizier Henry Foster von der Royal Navy benannte bei seiner Antarktisfahrt mit der HMS Chanticleer (1827–1831) so eine Gruppe, die sich später als Phantominseln erwiesen. Namensgeber ist Leutnant Edward Nicholas Kendall (1800–1845), der Foster auf dieser Reise begleitet hatte. Der französische Polarforscher Jules Dumont d’Urville benannte im Zuge der Dritten Französischen Antarktisexpedition (1837–1840) eine Gruppe als Îles Dumoulin, die heute in die hier beschriebenen Klippen und die südöstlich liegenden Dumoulin Rocks unterteilt werden.